# Halsnæs (municipio)
El municipio de Halsnæs es un municipio (kommune) de Dinamarca que pertenece a la región administrativa de la Capital. 
Fue creado en 2007 como resultado de una reforma territorial que afectó a la mayoría de los municipios del país. Para su formación se fusionaron los antiguos municipios de Frederiksværk y Hundested. El municipio se llamó Frederiksværk-Hundested hasta 2008, cuando se adoptó oficialmente el nombre de Halsnæs tras un plebiscito. Halsnæs es el nombre de la península que ocupa la mayor parte del territorio municipal.
La capital y mayor localidad es Frederiksværk. Los municipios vecinos son Gribskov y Hillerød al este, Frederikssund al sur y Odsherred al oeste (con este último no hay frontera terrestre). El municipio colinda además con el Kattegat al norte, el fiordo de Roskilde al sur y el Isefjord al oeste. 
Le pertenece Hesselø, una pequeña isla privada en el Kattegat.

## Localidades
En 2013, el municipio tiene una población de 30.803 habitantes. La gran mayoría, 28.249 habitantes, viven en alguna de las 10 localidades urbanas, mientras que 2.460 viven en áreas rurales y 94 no tienen residencia fija.
| Localidades más pobladas de Halsnæs |                   |                  |
| N.º                                 | Localidad         | Población (2013) |
| 1                                   | Frederiksværk     | 12.080           |
| 2                                   | Hundested         | 8.632            |
| 3                                   | Liseleje          | 2.603            |
| 4                                   | Ølsted            | 1.924            |
| 5                                   | Vinderød          | 1.052            |
| 6                                   | Melby             | 782              |
| 7                                   | Evetofte          | 363              |
| 8                                   | Torup             | 323              |
| 9                                   | Ølsted Sydstrand  | 262              |
| 10                                  | Ølsted Strandhuse | 228              |